# Pallacanestro in carrozzina ai IV Giochi paralimpici estivi
Per la pallacanestro in carrozzina ai Giochi paralimpici estivi di Heidelberg 1972 furono disputati i due tornei maschile e femminile.

## Medagliere
| Pos.   | Nazione     |   |   |   | Totale |
| ------ | ----------- | - | - | - | ------ |
| 1      | Argentina   | 1 | 0 | 1 | 2      |
| 2      | Stati Uniti | 1 | 0 | 0 | 1      |
| 3      | Israele     | 0 | 1 | 1 | 2      |
| 4      | Giamaica    | 0 | 0 | 1 | 1      |
| Totale | Totale      | 2 | 2 | 2 | 6      |

## Risultati
| Competizione     | Oro         | Argento  | Bronzo    |
| ---------------- | ----------- | -------- | --------- |
| Torneo maschile  | Stati Uniti | Israele  | Argentina |
| Torneo femminile | Argentina   | Giamaica | Israele   |
| Totale           | 2           | 2        | 2         |